# Julie Fleeting
Julie Fleeting (Stewart, nom d'épouse), née le 18 décembre 1980 à Kilwinning, North Ayrshire, est une joueuse de football écossaise. Elle détient actuellement le record de sélections et de nombre de buts marqués de l'Équipe d'Écosse.
Fleeting réussit le coup du chapeau pour Arsenal lors de la finale de la Coupe d'Angleterre de football féminine en 2004 et permet à son équipe de remporter ce trophée contre Charlton Athletic Ladies alors qu'elle souffrait d'une blessure au tibia contractée lors d'une match en sélection nationale. En juin 2005, elle reçoit le titre de Joueuse de l'année lors des 7th Annual FA Women's Football Awards
Julie a joué dans l'équipe américaine des San Diego Spirit. Elle est aussi la fille de l'actuel directeur du déveleppoment du football de la Fédération d'Écosse de football et enseigne l'éducation physique à St. Michaels Academy à Kilwinning.
Fleeting est marié au gardien de but de Livingston Colin Stewart.

## Palmarès
- Coupe d'Angleterre de football féminin: 1

2010-11